# Milenko Srećković
Milenko Srećković (Veliko Krčmare, 1. februara 1982.) je srpski publicista, novinar i antikorupcijski aktivista, najpoznatiji po tekstovima, intervjuima i kolumnama u dnevnom listu Politika i dokumentarnom filmu  ''Just a Witness'' (Puki svedok).
Vlasnik je konsultantske agencije Spektrum RS koja pomaže malim i srednjim preduzećima da razviju svoje poslovanje.

## Biografija
Rođen je u opštini Rača kod Kragujevca, u selu Veliko Krčmare. 
Osnovnu školu pohađao je u školi „Pavle Cukić” u Velikom Krčmaru a završio u školi „Karađorđe” u Rači. Završio je Prvu tehničku školu u Kragujevcu. Diplomirao je na Filološkom fakultetu u Beogradu, na katedri za Opštu književnost i teoriju književnosti (Svetska književnost).
Predvodio je veći broj radničkih inicijativa i protesta, od kojih su najpoznatiji Koordinacioni odbor radničkih protesta i organizacija Pokret za slobodu koja je organizovala niz antikorupcijskih protesta ispred državnih institucija. Podršku ovim aktivnostima u više navrata je javno pružio i američki intelektualac Noam Čomski.
U Odboru regija, savetodavnom telu Evropske unije, u Briselu, svedočio je 2012. godine o korupciji i ekonomskim posledicama privatizacije u Srbiji.
Autor je knjige „Korporativni imperijalizam: Zone eksploatacije u Srbiji” i zbirke publicističkih tekstova „Svako zaslužuje spas”. 
Priredio je knjige ''Deindustrijalizacija i radnički otpor - Borbe i inicijative za očuvanje radnih mesta u periodu tranzicije'', ''Zemlja i sloboda - narodne borbe za agrarnu i poljoprivrednu reformu'', ''Borba za budućnost - otpor deindustrijalizaciji i otimanju zemlje'', i ''Otimanje zemlje - otpor i alternative''.
Bio je glavni urednik beogradskog izdanja Z magazina, koji je osnovao Majkl Albert, američki ekonomista.
Za beogradski Institut za filozofiju i društvenu teoriju napisao je studiju Nova poljoprivredna politika. Za Centar za politike emancipacija napisao je studiju Istorijat agrarnih reformi i posledice privatizacije u poljoprivrednom sektoru. Za Transnacionalni institut u Amsterdamu napisao je studiju: „Otimanje i ukrupnjavanje zemljišta u Evropi: slučaj Srbije”.
Na Fakultetu za medije i komunikacije u Beogradu predavao je kurs Alternativne ekonomije.
Autor je dokumentarnog filma  ''Just a Witness'' (Puki svedok) koji govori o represiji nad ne-albanskim stanovništvom nakon dolaska NATO snaga na Kosovo i Metohiju.
Intervjuisao je veći broj svetski poznatih intelektualaca kao što su Džon Pildžer, Dejvid Greber, Hanes Hofbauer, Pol Polanski i Noam Čomski.
Vlasnik je konsultantske agencije Spektrum RS koja pomaže malim i srednjim preduzećima da razviju svoje poslovanje - razvojem softvera i veb prezentacija, kao i pomoću SEO optimizacije i digitalnog marketinga.
Autor je knjige ''Veštačka inteligencija i njena primena u poslovanju'' (2025).